# Chebsey
Chebsey är en ort och civil parish i Storbritannien.   Den ligger i grevskapet Staffordshire och riksdelen England, i den södra delen av landet, 200 km nordväst om huvudstaden London. Chebsey ligger 88 meter över havet och antalet invånare är 481.
Terrängen runt Chebsey är huvudsakligen platt. Chebsey ligger nere i en dal. Runt Chebsey är det ganska tätbefolkat, med 207 invånare per kvadratkilometer. Närmaste större samhälle är Stoke-on-Trent, 16,6 km norr om Chebsey. Omgivningarna runt Chebsey är en mosaik av jordbruksmark och naturlig växtlighet.